# 1966 na televisão
Nesta página encontram-se os fatos, estreias e términos sobre televisão que aconteceram durante o ano de 1966.

## Eventos

### Março
- 14 de março — Entra no ar a TV Borborema, emissora própria da Rede Tupi em Campina Grande, Paraíba, sendo a primeira emissora de televisão no estado.
- 23 de março — As Organizações Globo adquire os ativos de mídia de São Paulo pertencentes à Organizações Victor Costa, incluindo a TV Paulista da cidade do mesmo nome e a TV Bauru da cidade homônima.

### Novembro
- 9 de novembro — A televisão chega ao estado brasileiro do Maranhão e entra no ar a TV Difusora, afiliada da Rede Tupi, da TV Excelsior e da Rede de Emissoras Unidas em São Luís, sendo a primeira emissora de televisão no estado.

## Programas

### Janeiro
- 7 de janeiro — Termina Mãos ao Ar na TV Record.
- 9 de janeiro — Estreia Dercy Espetacular na TV Globo.

### Fevereiro
- 10 de fevereiro — Termina Um Rosto Perdido na Rede Tupi.
- 12 de fevereiro — Termina Ana Maria, Meu Amor na Rede Tupi.
- 17 de fevereiro — Termina Padre Tião na TV Globo.
- 18 de fevereiro — Termina O Ébrio na TV Globo.
- 22 de fevereiro — Termina A Grande Viagem na TV Excelsior.
- 27 de fevereiro — Termina Fatalidade na Rede Tupi.
- 28 de fevereiro
  - Termina O Pecado de Cada Um na Rede Tupi.
  - Termina O Preço de uma Vida na Rede Tupi.

### Março
- 1.º de março
  - Estreia Almas de Pedra na TV Excelsior.
  - Estreia Calúnia na Rede Tupi.
  - Estreia A Inimiga na Rede Tupi.
- 6 de março — Estreia Quadra de Setes na TV Globo.
- 7 de março — Estreia A Pequena Karen na TV Excelsior.
- 13 de março — Termina Um Rosto de Mulher na TV Globo.
- 17 de março — Estreia Eu Compro Esta Mulher na TV Globo.

### Abril
- 1.º de abril — Estreia Riso Sinal Aberto na TV Globo.
- 10 de abril — Estreia Hebe na TV Record.
- 30 de abril
  - Termina Calúnia na Rede Tupi.
  - Termina A Inimiga na Rede Tupi.

### Maio
- 2 de maio
  - Estreia Somos Todos Irmãos na Rede Tupi.
  - Estreia A Ré Misteriosa na Rede Tupi.
- 13 de maio — Termina Em Busca da Felicidade na TV Excelsior.
- 16 de maio — Estreia Redenção na TV Excelsior.

### Junho
- 24 de junho — Termina Almas de Pedra na TV Excelsior.

### Julho
- 1.º de julho — Termina A Pequena Karen na TV Excelsior.
- 4 de julho — Estreia Ninguém Crê em Mim na TV Excelsior.
- 13 de julho — Estreia Anjo Marcado na TV Excelsior.
- 15 de julho — Termina Eu Compro Esta Mulher na TV Globo.
- 18 de julho — Estreia O Sheik de Agadir na TV Globo.
- 28 de julho — Termina A Ré Misteriosa na Rede Tupi.

### Agosto
- 1.º de agosto — Estreia Ciúme na Rede Tupi.

### Setembro
- 4 de setembro — Termina Tele Globo na TV Globo.
- 5 de setembro — Estreia Os Irmãos Corsos na Rede Tupi.
- 12 de setembro — Estreia O Rei dos Ciganos na TV Globo.
- 21 de setembro — Estreia TV0-TV1 na TV Globo.

### Outubro
- 17 de outubro — Termina Capitão 7 na TV Record São Paulo.
- 18 de outubro — Termina Bairro Feliz na TV Globo.
- 21 de outubro — Termina Ninguém Crê em Mim na TV Excelsior.
- 24 de outubro — Estreia Abnegação na TV Excelsior.
- 25 de outubro — Termina Somos Todos Irmãos na Rede Tupi.
- 26 de outubro — Estreia O Anjo e o Vagabundo na Rede Tupi.

### Novembro
- 25 de novembro — Termina Anjo Marcado na TV Excelsior.
- 28 de novembro — Estreia As Minas de Prata na TV Excelsior.

### Dezembro
- 30 de dezembro — Termina Ciúme na Rede Tupi.

### Mês desconhecido
- Estreia Os Adoráveis Trapalhões na TV Excelsior.

## Nascimentos
| Data            | Nome                 | Profissão                                       | Nacionalidade  | Observações | Ref |
| --------------- | -------------------- | ----------------------------------------------- | -------------- | ----------- | --- |
| 28 de janeiro   | Alice Borges         | atriz                                           | Brasil         |             |     |
| 23 de fevereiro | Alexandre Borges     | ator                                            | Brasil         |             |     |
| 24 de fevereiro | Billy Zane           | ator                                            | Estados Unidos |             |     |
| 3 de março      | Fernando Colunga     | ator                                            | México         |             |     |
| 12 de março     | Deborah Evelyn       | atriz                                           | Brasil         |             |     |
| 9 de abril      | Cynthia Nixon        | atriz                                           | Estados Unidos |             |     |
| 29 de abril     | Vincent Ventresca    | ator                                            | Estados Unidos |             |     |
| 12 de maio      | Stephen Baldwin      | ator                                            | Estados Unidos |             |     |
| 16 de maio      | Janet Jackson        | cantora e atriz                                 | Estados Unidos |             |     |
| 23 de maio      | Felipe Nájera        | ator, diretor teatral e produtor de telenovelas | México         |             |     |
| 24 de maio      | Helena Ranaldi       | atriz                                           | Brasil         |             |     |
| 27 de junho     | Jeffrey J. Abrams    | produtor de cinema e televisão                  | Estados Unidos |             |     |
| 28 de junho     | John Cusack          | ator                                            | Estados Unidos |             |     |
| 14 de agosto    | Halle Berry          | atriz                                           | Estados Unidos |             |     |
| 31 de agosto    | Marcos Winter        | ator                                            | Brasil         |             |     |
| 2 de setembro   | Salma Hayek          | atriz                                           | México         |             |     |
| 9 de setembro   | Adam Sandler         | ator, produtor e músico                         | Estados Unidos |             |     |
| 9 de setembro   | Licurgo Spinola      | ator                                            | Brasil         |             |     |
| 12 de setembro  | Malu Mader           | atriz                                           | Brasil         |             |     |
| 21 de setembro  | Ingra Liberato       | atriz                                           | Brasil         |             |     |
| 28 de setembro  | Maria Canals Barrera | atriz                                           | Estados Unidos |             |     |
| 6 de outubro    | Jacqueline Obradors  | atriz                                           | Estados Unidos |             |     |
| 2 de novembro   | David Schwimmer      | ator                                            | Estados Unidos |             |     |
| 11 de novembro  | Benedicta Boccoli    | atriz                                           | Itália         |             |     |
| 19 de novembro  | Narjara Turetta      | atriz                                           | Brasil         |             |     |
| 21 de novembro  | Michel Bercovitch    | ator, diretor e produtor                        | Brasil         |             |     |
| 21 de dezembro  | Kiefer Sutherland    | ator                                            | Canadá         |             |     |
| 23 de dezembro  | Cláudia Raia         | atriz e cantora                                 | Brasil         |             |     |
| 28 de dezembro  | Giulia Gam           | atriz                                           | Brasil         |             |     |
| ??              | Eduarda Maio         | jornalista                                      | Portugal       |             |     |

## Mortes
| Data | Nome | Profissão | Nacionalidade | Observações | Ref |
| ---- | ---- | --------- | ------------- | ----------- | --- |